# Asian Touring Car Series

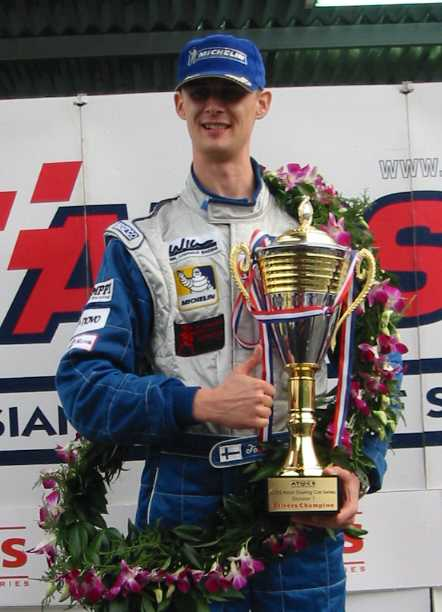
Toni Ruokonen med pokal efter att ha vunnit mästerskapet säsongen 2002.

Asian Touring Car Series (ATCS), mellan 2000 och 2001, samt 2005 och 2006 kallat Asian Touring Car Championship (ATCC), är ett asiatiskt standardvagnsmästerskap startat år 2000. Tävlingarna körs på banor i Kina, Malaysia, Indonesien och Macao.
Mästerskapet är uppdelat i tre klasser. Division 1 består av Super 2000- och BTC Touring-bilar, division 2 av Super Production-bilar med en cylindervolym på maximalt 2 000 kubikcentimeter, och division 3 med bilar med cylindervolymer på 1 600 kubikcentimeter.

## Säsonger

### Division 1
| År   | Seriens namn                   | Mästare - Förare             | Mästare - Team        | Bil                               |
| ---- | ------------------------------ | ---------------------------- | --------------------- | --------------------------------- |
| 2000 | Asian Touring Car Championship | Henry Lee Junior             | WK Longman Racing     | Peugeot 306 GTI                   |
| 2001 | Asian Touring Car Championship | Nattavude Charoensukawattana | WK Longman Racing     | Peugeot 306 GTI                   |
| 2002 | Asian Touring Car Series       | Toni Ruokonen                | WK Longman Racing     | Peugeot 306 GTI                   |
| 2003 | Asian Touring Car Series       | Gary Sham Gai Tong           | 3 Crowns Racing       | Honda Integra Type-R              |
| 2004 | Asian Touring Car Series       | Ka Chun Lo                   | 3 Crowns Racing       | Honda Integra Type-R Honda Accord |
| 2005 | Asian Touring Car Championship | Franz Engstler               | Engstler Motorsport   | BMW 320i                          |
| 2006 | Asian Touring Car Championship | Franz Engstler               | Engstler Motorsport   | BMW 320i                          |
| 2007 | Asian Touring Car Series       | Fariqe Hairuman              | Petronas Syntium Team | BMW 320si                         |
| 2008 | Asian Touring Car Series       | Jack Lemvard                 | Engstler Motorsport   | BMW 320si                         |
| 2009 | Asian Touring Car Series       | Cheung Chi Sing              | Team IMSP             | Honda Integra DC5                 |
| 2010 | Asian Touring Car Series       | Charles Ng                   | G. Harris Racing Team | Honda Integra DC5                 |
| 2011 | Asian Touring Car Series       | Jun San Chen                 | Team AAI - Buddy Club | Honda Civic FN2                   |